# Bergagård
Bergagård är en tätort i Falkenbergs kommun i Hallands län.
Bergagård finns nämnd i text  första gången 1569. Namnet kommer av delarna berg och gård, och gård syftar på att den troligen ursprungligen räknats som en gård i kyrkbyn Ljungby. Den ligger vid en höjd. 1646 omfattade byn ett mantal skatte med en utjord.
Bergagård ligger omkring elva kilometer öster om Falkenberg med utsikt över Ätradalen. I närheten ligger en sjö vid namn Lyngsjön (även kallad Ljungsjön). Vid Bergagård ligger även Falkenbergs motorbana. I anslutning till området ligger Ljungbyskolan. Det finns även en föräldrakooperativ förskola.
En omfattande planerad villabyggnation skedde under 1970-talet.

## Befolkningsutveckling
| Befolkningsutvecklingen i Bergagård 1980–2020                          | Befolkningsutvecklingen i Bergagård 1980–2020 | Befolkningsutvecklingen i Bergagård 1980–2020 | Befolkningsutvecklingen i Bergagård 1980–2020 | Befolkningsutvecklingen i Bergagård 1980–2020 |
| ---------------------------------------------------------------------- | --------------------------------------------- | --------------------------------------------- | --------------------------------------------- | --------------------------------------------- |
|                                                                        |                                               |                                               |                                               |                                               |
| År                                                                     |                                               |                                               | Folkmängd                                     | Areal (ha)                                    |
| 1980                                                                   | 1980                                          |                                               | 306                                           |                                               |
| 1990                                                                   | 1990                                          |                                               | 321                                           | 31                                            |
| 1995                                                                   | 1995                                          |                                               | 316                                           | 31                                            |
| 2000                                                                   | 2000                                          |                                               | 282                                           | 31                                            |
| 2005                                                                   | 2005                                          |                                               | 265                                           | 31                                            |
| 2010                                                                   | 2010                                          |                                               | 250                                           | 31                                            |
| 2015                                                                   | 2015                                          |                                               | 240                                           | 52                                            |
| 2020                                                                   | 2020                                          |                                               | 257                                           | 58                                            |
| Anm.: Ny tätort 1980, sammanvuxen 2023 med Ljungby, Falkenbergs kommun |                                               |                                               |                                               |                                               |